# Tine Johansen
Tine Johansen (født 9. juni 1975) er en dansk journalist og formand for Dansk Journalistforbund. Hun var næstformand og overtog formandsposten, da Lars Werge Andersen trak sig fra posten i juni 2019. Hun blev valgt som næstformand i april 2015, og var før dette i en årrække journalist og tillidsrepræsentant på Ekstra Bladet.

## Journalist
Johansen er uddannet journalist fra Danmarks Journalisthøjskole i Aarhus, hvor hun startede i 1997. Under studiet kom hun i praktik på Ekstra Bladet i februar 1999 og startede som nyuddannet på avisen i 2001. Ekstra Bladets medarbejdere valgte hende i 2011 som tillidsrepræsentant og formand for medarbejderforeningen. Ved udgangen af 2013 forlod hun avisen som led i en sparerunde, hvor hun forhandlede 14 frivillige fratrædelsesaftaler igennem for sine kolleger. Den 14. fratrædelsesordning tog hun selv . Herefter arbejdede hun som journalist, debatvært og praktikantvejleder på DR, indtil hun i 2015 blev valgt som næstformand i DJ .

## Tillidshverv og repræsentationer
- Formand for Pressens Uddannelsesfond
- Medlem af bestyrelsen for Danmarks Medie- og Journalisthøjskole
- Medlem af centerstyrelsen for Journalistisk på Syddansk Universitet
- Medlem af praktikudvalget for journalistuddannelserne og TVM-uddannelsen
- Medlem af Ophavsretsfondens bestyrelse
- Medlem af bestyrelsen for Forfatternes Forvaltningsselskab
- Medlem af bestyrelsen for International Media Support
- Medlem af bestyrelsen for Kaj Svarres Legat